# Рассвет (Красноярский край)
Рассве́т — посёлок (в 1965—2012 — посёлок городского типа) в Бирилюсском районе Красноярского края.

## География
Расстояние до ближайшей железнодорожной станции Суриково (на линии Ачинск — Маклаково) — 6 км.

## История
Основан в 1910 году. По данным на 1926 года деревня Спасская (уч. Никишкин) состояла из 13 хозяйств, основное население — белорусы. В административном отношении деревня входила в состав Междуреченского сельсовета Больше-Улуйского района Ачинского округа Сибирского края.
На географической карте 1947 г. деревня уже обозначена как Спасское. Была переименована в начале 1950-х годов, так как на административной карте 1957 г. обозначена как Никишино. 
В 1959 году на месте деревни Никишино и в прилегающих к ней районах местности  образован п. Рассвет.
С 1965 по 2012 год имел статус посёлка городского типа.

## Население
| 1926  | 1970  | 1979  | 1989  | 2002  | 2009  | 2010  |
| ----- | ----- | ----- | ----- | ----- | ----- | ----- |
| 78    | ↗5488 | ↘5119 | ↘4132 | ↘3509 | ↘3104 | ↘2744 |
| 2012  |       |       |       |       |       |       |
| ↘2711 |       |       |       |       |       |       |

## Экономика
Развита лесозаготовительная и деревообрабатывающая промышленность, которая представлена частными компаниями, созданными на базе Ильинского ЛПХ.